# Rosa (musikgrupp)
Rosa var ett folkpunkband från Texas.
I Rosa ingick bland annat medlemmarna Kirke och Brad från Die, Emperor! Die!.
När de började spela bestod bandet endast av Brad och Emmalee. Brad spelade elektrisk gitarr och Emmalee spelade på virveltrumma och hihat. Senare gick de över till att spela akustiskt och Kirke och Ben gick med i bandet.
Första skivan som släpptes var Texarkana-Get-A-High-Five (7").
När bandet splittrades 2005, efter att ha släppt skivan I, Mississippi,You på Plan-it-X Records och spelat på Plan-it-X Fest, startade Brad, Kirke och Emmalee Punkin Pie.

## Medlemmar
- Brad - gitarr, sång, musikalisk såg
- Emmalee - virveltrumma, sång, munspel
- Kirke - washtub-bas, mandolin
- Ben - violin, banjo

## Diskografi
Studioalbum
- I, Mississippi,You (2004)

EP
- Texarkana-Get-A-High-Five (2004)